# 1840 a tudományban
Az 1840. év a tudományban és a technikában.

## Csillagászat
- John William Draper feltalálja az asztrofotográfiát és lefotózza a Holdat

## Felfedezés
- A Francia déli területekre utazik Jules Dumont d'Urville és Franciaországhoz csatolja

## Geológia
- Louis Agassiz publikálja a gleccserekről szóló Studies on Glaciers című munkáját

## Díjak
- Copley-érem: Justus Liebig
- Wollaston-érem: Andre Hubert Dumont

## Születések
- január 23. – Ernst Abbe német matematikus, fizikus († 1905).
- február 5. – Hiram Maxim a géppuska feltalálója († 1916).
- február 5. – John Boyd Dunlop feltaláló († 1921).
- február 10. – Per Teodor Cleve kémikus († 1905).
- március 28. – Emin pasa felfedező († 1892).
- augusztus 14. – Richard von Krafft-Ebing német szexológus (* 1902).

## Halálozások
- március 2. – Heinrich Wilhelm Matthäus Olbers csillagász (* 1758).
- március 23. – William Maclure geológus (* 1763).
- április 25. – Siméon Denis Poisson matematikus (* 1781).